# Dick Schaap
Richard Jay Schaap (27 de septiembre de 1934 - 21 de diciembre de 2001) fue un periodista deportivo, locutor y autor de nacionalidad estadounidense.

## Primeros años
Nacido en el barrio de Brooklyn, en la ciudad de Nueva York, en el seno de una familia de origen judío, se crio en Freeport (Nueva York), en Long Island. Schaap empezó a escribir columnas deportivas a los 14 años de edad para el semanal Freeport Leader, pero al año siguiente se pasó al diario Nassau Daily Review-Star bajo la tutela de Jimmy Breslin. Posteriormente seguiría a Breslin al Long Island Press y al New York Herald Tribune.
Estudió en la Universidad Cornell y fue editor jefe del periódico estudiantil, el The Cornell Daily Sun, período durante el cual defendió a un profesor ante el Comité de Actividades Antiestadounidenses. En esa época jugó de portero en el equipo universitario de lacrosse. En su último año en Cornell, Schaap fue elegido para formar parte de la Sphinx Head Society. Tras su graduación en 1955 recibió  una beca Grantland Rice para la Columbia University Graduate School of Journalism y escribió su tesis sobre el reclutamiento de los jugadores de baloncesto.

## Carrera
Schaap empezó a trabajar como ayudante del editor deportivo de Newsweek. En 1964 empezó a escribir una columna tres días a la semana sobre eventos de actualidad, y en 1973 fue editor de la revista SPORT. Fue en esa revista donde ideó las excentricidades que rodean al día de los medios de comunicación en la Super Bowl. Harto de la grandiosidad y del autobombo del campeonato de la National Football League, contrató a dos jugadores del St. Louis Rams, Fred Dryer y Lance Rentzel, para dar cobertura a la Super Bowl IX. Poniéndose ropa inspirada en The Front Page, "Scoops Brannigan" (Dryer) y "Cubby O'Switzer" (Rentzel) acribillaban a los jugadores y a los entrenadores de los Pittsburgh Steelers y los Minnesota Vikings con preguntas que iban desde el cliché hasta lo absurdo.
Schaap fue también crítico teatral, lo cual le hacía bromear sobre que era la única persona en votar tanto para los Tony como para el Trofeo Heisman. También entrevistó a figuras no relacionadas con el deporte, como fue el caso de Matthew Broderick, y produjo películas para el programa nocturno de noticias de la ABC World News Now.
Tras pasar la década de 1970 en la NBC como corresponsal de NBC Nightly News y Today, en los años ochenta pasó a la ABC, cadena en la que trabajó en los shows ABC World News y 20/20. 
En 1988 empezó a presentar The Sports Reporters en la cadena de televisión por cable ESPN, en el cual intervino con frecuencia en años posteriores su hijo Jeremy. También presentó Schaap One on One en ESPN Classic y un show en redifusión de ESPN Radio titulado The Sporting Life with Dick Schaap, en el que discutía con Jeremy sobre los temas deportivos de la semana.
En 1968 escribió el best-seller Instant Replay, en colaboración con Jerry Kramer, de los Green Bay Packers. También escribió I Can't Wait Until Tomorrow... 'Cause I Get Better-Looking Every Day, una biografía de 1969 sobre el jugador de los New York Jets Joe Namath. Tras ello fue durante un tiempo uno de los presentadores de The Joe Namath Show, lo cual motivó su contratación como locutor deportivo de la WNBC. Otros de sus libros fueron: una biografía de Robert F. Kennedy; .44, con Jimmy Breslin, una historia hecha ficción de la caza del asesino David Berkowitz; Turned On, sobre la adicción a las drogas en la clase media y alta; An Illustrated History of the Olympics, un coffee table book sobre la historia de los modernos Juegos Olímpicos; The Perfect Jump, sobre el récord del mundo de salto de longitud conseguido por Bob Beamon en los Juegos Olímpicos de México 1968; My Aces, My Faults, con Nick Bollettieri; Steinbrenner!, una biografía del voluble propietario de los New York Yankees George Steinbrenner; y Bo Knows Bo, con Bo Jackson. Su autobiografía, Flashing Before My Eyes: 50 Years of Headlines, Deadlines & Punchlines, se reeditó con el título original dado por Schaap, "Dick Schaap as Told to Dick Schaap: 50 years of Headlines, Deadlines and Punchlines."
Schaap ganó cinco Premios Emmy, dos de ellos por biografías de Sid Caesar y Tom Waddell, dos por reportajes y uno como escritor.
Dick Schaap falleció el 21 de diciembre de 2001 en la ciudad de Nueva York a causa de las complicaciones surgidas tras ser operado en septiembre para sustituirle una cadera. La última intervención televisiva de carácter regular de Schaap tuvo lugar el 16 de septiembre de 2001 en el programa The Sports Reporters, el domingo siguiente a los Atentados del 11 de septiembre de 2001. En este programa Schaap y sus panelistas discutían sobre la menor influencia social desempeñada por los deportes tras producirse la tragedia.
En 2002 a Schaap fue recompensado a título póstumo con el Premio Red Smith, concedido por los Associated Press Sports Editors. Ese mismo año entró a formar parte del Nassau County Sports Hall of Fame, organismo que creó el Premio Dick Schaap a la Excelencia Periodística.